# Idioma lingala
El lingala es una lengua bantú hablada en el noroeste de la República Democrática del Congo y en una gran parte de la República del Congo, así como, en cierto grado, en Angola y la República Centroafricana. Tiene más de 10 millones de hablantes. Se clasifica como C.36D según el sistema Guthrie para clasificar lenguas bantúes.

## Aspectos históricos, sociales y culturales

### Historia
En el siglo XIX, la lengua franca usada a lo largo del río Congo era llamada Lobangi, la cual fue aprendida e influida por los trabajadores africanos que los occidentales llevaron de otros lugares (Zanzíbar, Comores y Tanganica). Posteriormente, los propios occidentales comenzaron a aprender la lengua. Después de 1880 se empezó a conocer como bangala y alrededor de 1900 se reemplazó el término por el de lingala, el cual apareció por primera vez en forma escrita en una publicación del misionero Egide de Boeck (1903).
El vocabulario lingala ha tomado muchos préstamos del francés. También hay cierta influencia del portugués, como en la voz para mantequilla (mántéka), mesa (mésa), zapatos (sapátu), e incluso del neerlandés o inglés; por ejemplo, los términos para leche (míliki) o libro (búku). Los rebeldes congoleños usan actualmente formas cifradas de la lengua para pasar mensajes, indescifrables para las agencias de inteligencia occidentales.

### Uso y distribución
La región autóctona del lingala coincide con el Congo histórico, que actualmente se reparte entre la República del Congo y la República Democrática del Congo, como lingua franca también tiene amplia difusión en República Centroafricana y Angola.

## Fonología y escritura

### Fonología

#### Vocales
|             | Anterior | Central | Posterior |
| ----------- | -------- | ------- | --------- |
| Cerrada     | i        |         | u         |
| Semicerrada | e        |         | o         |
| Semiabierta | ɛ        |         | ɔ         |
| Abierta     |          | a       |           |

#### Consonantes
|                     | Bilabial | Bilabial | Labio- dental] | Labio- dental] | Alveolar | Alveolar | Post- alveolar | Post- alveolar | Palatal | Palatal | Velar | Velar |
| ------------------- | -------- | -------- | -------------- | -------------- | -------- | -------- | -------------- | -------------- | ------- | ------- | ----- | ----- |
| Oclusiva            | p        | b        |                |                | t        | d        |                |                |         |         | k     | ɡ     |
| Nasal               | m        | m        |                |                | n        | n        |                |                | ɲ       | ɲ       | ŋ     | ŋ     |
| Fricativa           |          |          | f              | v              | s        | z        | ʃ              | (ʒ)            |         |         |       |       |
| Aproximante         |          |          |                |                |          |          |                |                | j       | j       |       |       |
| Aproximante lateral |          |          |                |                | l        | l        |                |                |         |         |       |       |

## Ejemplos

### Padre nuestro
Tatá wa bísó, ozala o likoló,
bato bakúmisa Nkómbó ya Yɔ́,
bandima bokonzi bwa Yɔ́, mpo elingo Yɔ́,
basálá yangó o nsé,
lokóla bakosálaka o likoló
Pésa bísó lɛlɔ́ biléi bya mokɔlɔ na mokɔlɔ,
límbisa mabé ma bísó,
lokóla bísó tokolimbisaka baníngá.
Sálisa bísó tondima masɛ́ngínyá tɛ̂,
mpé bíkísa bísó o mabé.